# Hypoatherina crenolepis
Hypoatherina crenolepis är en fiskart som först beskrevs av Schultz, 1953.  Hypoatherina crenolepis ingår i släktet Hypoatherina och familjen silversidefiskar. IUCN kategoriserar arten globalt som otillräckligt studerad. Inga underarter finns listade i Catalogue of Life.